# Xera
Xera es un grupo asturiano (España) de San Andrés, en el concejo de Oviedo. Nace como consecuencia de la combinación de sonidos electrónicos (de música new age y música industrial principalmente) con recursos de la música tradicional asturiana. El fundamento de su sonido se apoya en el contraste en todo momento sin perder la integridad de la mezcla.
Más de 100 conciertos, 3 discos publicados (Lliendes (2006), Tierra (2009) y Llume (2012), pioneros en espectáculos en sonido surround, Xera se presenta como una pieza clave en la evolución del World music en España y en el mundo.
Durante los más de diez años de historia de Xera, su música ha llegado a Portugal, Francia, República Checa, Alemania, Italia, Países Bajos, Suiza y España, destacando su participación en los siguientes festivales:
Festival Tall Ships Races, Harlingen , Festival Intercéltico de Lorient, Festival Opening Zaailand Leewarden, Festival Traversées de Tatihou, Normadía , Festival Folk Plasencia, World Music Festival Loshausen, Festival Mediterranean, Pilsen, Festival Liet International, Festival Capodanno Céltico, Festival Mascarada Ibérica, Festival Triskell, Círculo de Bellas Artes de Madrid, Festival Folk de Getxo y Festival Folk Segovia.
En 2012 Xera da el salto a un nuevo estilo de directo, el sonido surround 5.1. Su estreno en 2012 en el Centro Niemeyer de Avilés del espectáculo "Llume" y su nueva puesta en escena en el Teatro Campoamor de Oviedo conquistaron a crítica y público.
"Llume", Centro Niemeyer 2012
En 2015 con motivo del décimo aniversario del grupo se presenta el espectáculo "Árbore", un cuento musical donde sus tres discos sirven de base para el discurso de los personajes principales.

## Discografía

### Álbumes
- Lliendes, publicado en diciembre de 2006 bajo una licencia Creative Commons.
- Tierra, publicado en julio de 2009 bajo una licencia Creative Commons.
- Llume, publicado en junio de 2012 bajo una licencia Creative Commons.
- Raiz, publicado en noviembre de 2013 bajo una licencia Creative Commons.

### Maquetas
- Lliendes (promocional), publicado en 2005 bajo una licencia Creative Commons.

### Recopilatorios
- Esbilla 05 (incluido en el Anuariu de la música asturiana 2005 de Discos L'Aguañaz), con el tema Valdescabres publicado en 2005 bajo una licencia Creative Commons.
- Llengües Vives 1996-2006, con el tema Dúrmite publicado en 2006 bajo una licencia Creative Commons.
- Esbilla 06 (incluido en el Anuariu de la música asturiana 2006 de Discos L'Aguañaz), con el tema Inda publicado en 2006 bajo una licencia Creative Commons.
- Sonidos Eurofolk 2006 (incluido con la revista Interfolk), con el tema Valdescabres publicado en 2007 bajo una licencia Creative Commons.

### Otros Trabajos

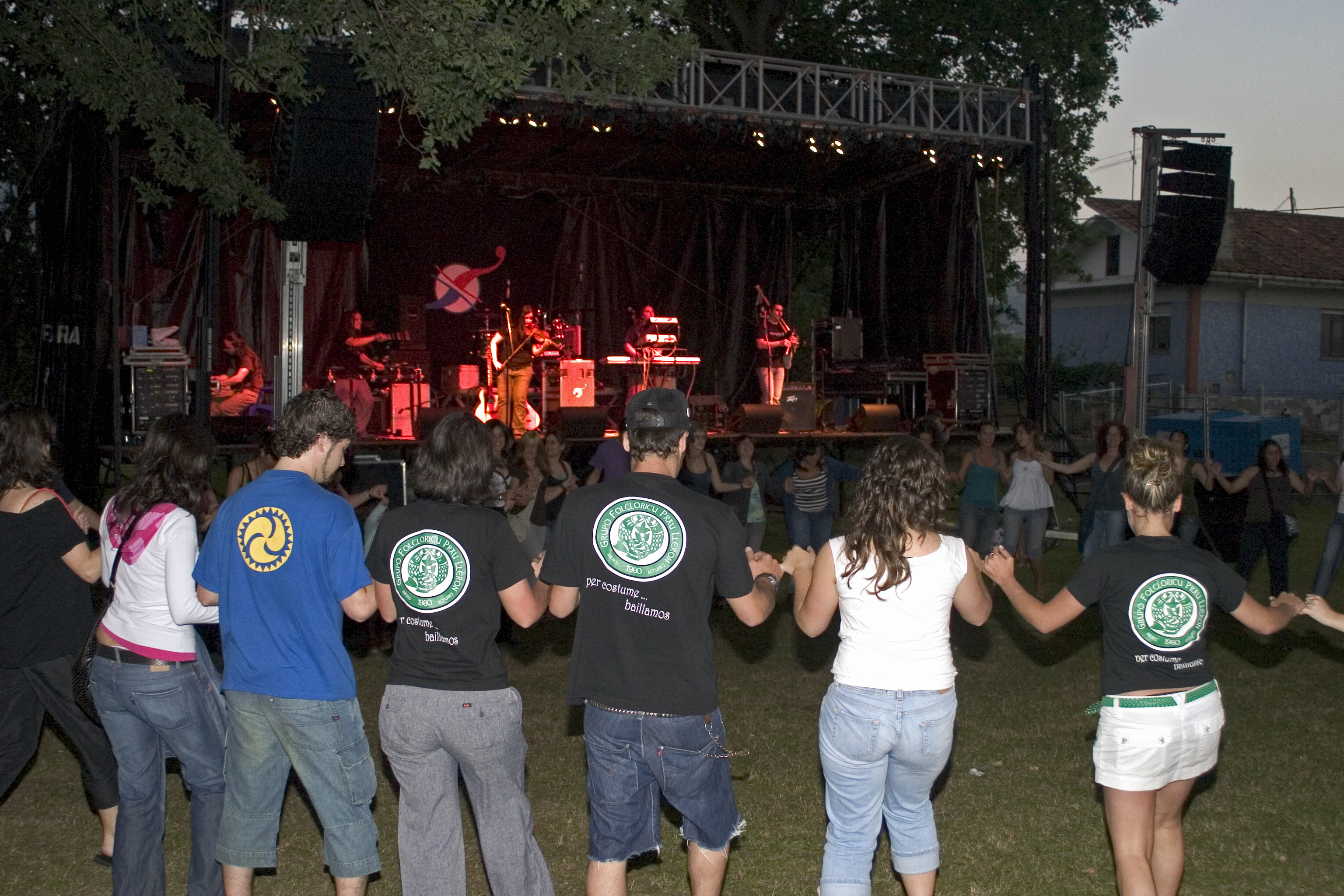
Gente bailando en concierto de Xera, en Granda (Gijón).

- Banda sonora del documental "Aconcagua, más que un récord" (2007), producido por DosTorres Audiovisual.